# Großsteingrab Stadorf
Das Großsteingrab Stadorf war eine megalithische Grabanlage der jungsteinzeitlichen Trichterbecherkultur bei Stadorf, einem Ortsteil von Schwienau im Landkreis Uelzen (Niedersachsen). Es wurde im 19. Jahrhundert zerstört.

## Lage
Das Grab befand sich östlich des Ortes, etwas weiter östlich lag das Großsteingrab Wittenwater.

## Beschreibung
Das Grab wurde in den 1840er Jahren durch Georg Otto Carl von Estorff dokumentiert, aber nicht näher beschrieben. Über Ausrichtung, Maße und Grabtyp liegen keine Informationen vor. Aus der Kartensignatur geht lediglich hervor, dass es ein rechteckiges Hünenbett besessen hatte.